# 龙泉印泥
龙泉印泥，创于清朝康熙四年，而于乾隆时期兴盛，与杭州西泠印泥、福建漳州八宝印泥合称中国三大印泥瑰宝，乾隆玉玺的印泥也曾选用过龙泉印泥，且多年作为贡品，而傅抱石也只用龙泉印泥。

## 原料
其原料一说为：朱砂、艾绒、犀黄、珍珠粉、麝香、蓖麻油。然另一说法与之不同的是，其中添加了藏红花，藕丝等，此方法是徐寒光所开创的，制作同时会加入熊胆、牛黄等中药材，因为藕丝较难分离且价格高昂，所以龙泉印泥一度比黄金贵。

## 制作
龙泉印泥的制作十分复杂，如晒油工艺（即为蓖麻油或其他油），需要至少三年时间的自然风化，而最长的已达十年；艾叶的制作过程则要十天时间。而最后更是需要在石臼里搅拌就要持续半个月之久。

## 优点
龙泉印泥以其细润净洁、鲜红悦目、毫发必显、久而弥光而著称，同时夏天不透油，冬天也不凝练，又有火烧留痕的说法，因此被称为上品

## 荣誉
1996年，其目前制作者刘顺昌被联合国教科文组织授予“民间工艺美术家”称号。2008年、2009年，先后被列为常州市、江苏省非物质文化遗产。龙泉印泥也曾三次参加北京国际博览会并获精品奖。